# 한국농식품생명과학협회
한국농식품생명과학협회는 연구 ·교육 및 기술개발 자원으로 농업과학과 농업발전에 기여 목적으로 1995년 12월 18일 설립된 대한민국 농림수산식품부 소관의 사단법인이다. 사무실은 서울특별시 관악구 신림동 산56-1 서울대학교 농업생명과학대학 내에 있다.

## 주요 사업
- 농식품생명과학 분야의 학제적 연구활동과 기술 및 인력 개발지원
- 농식품생명과학연구와 교육에 관련된 학술회의 개최, 도서출판, 기술지도 및 보급 지원
- 국제학술교류 및 기술협력 지원
- 농식품생명과학 연구의 평가 및 시상
- 농식품생명과학 분야의 정책자문